# U-ju-ui Christmas
U-ju-ui Christmas (우주의 크리스마스?) è un film del 2016 scritto e diretto da Kim Kyung-hyung.

## Trama
Woo-joo è una trentottenne che vive nel rimpianto, non essendo riuscita a coronare alcuni dei propri sogni. Inaspettatamente, la donna ha modo di incontrare la sé stessa di diciannove e di ventisei anni: queste ultime la aiuteranno a rimettere a posto la propria vita.

## Distribuzione
In Corea del Sud la pellicola è stata distribuita dalla Indie Plug, a partire dal 13 ottobre 2016.